# Lilántia (dème)
Le dème de Lilántia, en grec moderne : Δήμος Ληλαντίων, est un ancien dème de l'île d'Eubée, en Grèce. Le dème est supprimé, en 2010, lorsqu'il est fusionné avec le nouveau dème des Chalcidiens.
Selon le recensement de 2011, la population du dème compte 16 994 habitants.